# Niemczyk (Papowo Biskupie)
Niemczyk (deutsch Niemczyk) ist eines von 14 Dörfern der Landgemeinde Papowo Biskupie im Powiat Chełmiński in der Woiwodschaft Kujawien-Pommern, Polen. Die Droga krajowa 91 verläuft 3 km entfernt westlich.